# Ašot Msaker
Ašot IV. Bagratuni (armensko Աշոտ Դ Բագրատունի, latinizirano: Ašot IV Bagratuni), bolj znan kot Ašot Msaker (Աշոտ Մսակեր, Ašot Msaker), slovensko Ašot Mesojed, domnevno zato, ker je užival meso tudi med postom, je bil armenski knez iz družine Bagratidov, * ni znano, † 826.  
Po neuspelem uporu proti arabski oblasti v Armeniji leta 775, v katerem je bil ubit njegov oče, je Ašot v naslednjih desetletjih postopoma širil svoje posesti in dosegel prevladujočo vlogo v armenskih državnih zadevah. Abasidski kalifat ga je od  leta 806 do njegove smrti leta 826 priznaval za predsedujočega kneza Armenije. 

## Življenje
Ašot IV. je bil sin Smbata VII., predsedujočega kneza Armenije, ki so ji takrat vladali Arabci. Oče je sodeloval v uporu proti Abasidskemu kalifatu in bil ubit v katastrofalni bitki pri Bagrevandu leta 775. Po bitki je Ašot pobegnil z družinskih posesti v vzhodni Armeniji na sever k svojim sorodnikom blizu izvirov reke Aras v sedanjem Azerbajdžanu, kjer je bil daleč od arabske oblasti in bliže Bizantinskemu cesarstvu. Tam je imel v lasti rudnike srebra, ki so mu omogočili, da je kupil nekaj zemljišč družine Kamsarakan in ustanovil novo gospostvo okoli trdnjave Bagaran v provinci Ajrarat.
Propad ali izgnanstvo veliko armenskih knežjih družin (nahararjev) po porazu pri Bagrevandu je na južnem Kavkazu pustilo praznino, ki so jo delno zapolnili arabski priseljenci, ki so do začetka 9. stoletja v regiji ustanovili vrsto večjih in manjših emiratov. Med največjimi dobitniki so bili Arcrunidi, prej družina nahararjev srednjega ranga, ki so zdaj obvladovali večino jugovzhodne Armenije (Vaspurakan). Ašotu je s spretno diplomacijo in zakonskimi zvezami uspelo ponovno dvigniti Bagratide na raven glavne družine nahararjev.  Posledično je kalif Harun al-Rašid okoli leta 806 izbral Ašota za novega predsedujočega kneza Armenije in obnovil funkcijo, ki je bila trideset let prej ukinjena z očetovo smrtjo. Imenovanje je bilo zasnovano tako kot protiutež vse močnejšemu Arcrunidom kot odmik središča Armenije od Bizantinskega cesarstva, kamor je po letu 775 pobegnilo veliko armenskih družin. Približno v istem času je kalif priznal drugo vejo Bagratidov pod Ašotom I. Kuropalatom za kneze Kavkaške Iberije.
Ašot je izkoristil nemire v kalifatu po smrti Haruna al-Rašida leta 809 in med posledično državljansko vojno močno razširil svoja ozemlja in oblast. Ašotov vzpon je ogrozila ambiciozna muslimanska družina Džahafidov. Ustanovitelj družine, Džahaf, je bil prišlek, ki si je s poroko s hčerko Mušega VI. Mamikonijana, enega od armenskih voditeljev, ubitih pri Bagrevandu, ustvaril precejšnjo moč. Ašot je dvakrat premagal Džahafide v Taronu in Aršaruniku in s tem pridobil Taron, Aršarunik, Ašoc in vzhodni Tajk. Razočarana Džahaf in njegov sin Abd al-Malik sta se odkrito uprla kalifatu. Leta 813 sta zavzela armensko prestolnico Dvin in neuspešno oblegala kalifovega guvernerja v Bardi. Ašot je premagal vojsko 5000 mož, ki jih je proti njemu poslal Abd al-Malik, in jih 3000 ubil, medtem ko je Ašotov brat Šapuh napadel okolico Dvina. Medtem ko se je Abd al-Malik pripravljal na pohod in spopad s Šapuhom, se je lokalno prebivalstvo uprlo in ga ubilo.
Abd al-Malikova smrt je pomenila zmago Bagratidov nad njihovimi najnevarnejšimi sovražniki. Ašot je postal največji posestnik med nahararji. Svoj položaj je dodatno utrdil s sklepanjem strateških zakonskih zvez. Eno od svojih hčera je poročil arcrunskim knezom Vaspurakanskega kraljestva, drugo pa z arzenskim emirjem.
Ašot je do svoje smrti leta 826 doživel izjemno preobrazbo iz razlaščenega ubežnika iz Bagrevanda v najmočnejšega in najbolj priljubljenega  armenskega kneza.  Njegovo posest so si po njegovi smrti razdelili njegovi sinovi. Najstarejši sin, Bagrat II. Bagratuni, je prejel Taron in Sasun in kasneje naziv iškan iškanat (knez knezov). Njegov brat, Smbat VIII. Spovednik, je postal sparapet (vrhovni poveljnik) armenske vojske in prejel ozemlja okoli Bagarana in Arasa.